# Terza Divisione 1925-1926
La Terza Divisione 1925-1926 fu la quarta edizione di questa manifestazione calcistica organizzata dalla FIGC.
Da questa stagione si divide in due fasi distinte: la prima, durante la brutta stagione, era strutturata in campionati locali gestiti dai Comitati Regionali. Le vincitrici dei gironi eliminatori accedevano in primavera alle finali interregionali gestite dalla Lega Nord delle Società Minori e le migliori due classificate di ogni girone finale venivano promosse in Seconda Divisione. Nel meridione i campioni regionali ottennero in linea di massima la promozione nella divisione superiore, anche se l'ascesa dipendeva anche da altri fattori di natura economica o infrastrutturale.
Quale norma transitoria introdotta all'inizio della stagione, la F.I.G.C. decise che in caso di parità di punti per l'assegnazione del primo posto in classifica non si sarebbe giocato lo spareggio ma doveva essere applicato il goal-average (quoziente reti) ovvero il rapporto tra reti fatte e subite. Avrebbe regolato anche tutti gli altri pari merito.

Questa norma fu subito accantonata all'inizio della stagione seguente perché ci furono troppi casi sospetti di combine a causa di eclatanti risultati superiori alle 8-10 reti (forse concordati ma non provati) in modo da evitare problemi con le seconde classificate.
Per la prima volta dalla creazione della Terza Divisione, la neocostituita "Lega Nord delle Società Minori" introdusse la retrocessione in Quarta Divisione.

Fu un preciso calcolo legato alla quantità delle società iscritte: a fronte di tante società partecipanti a ogni campionato regionale, fatto un rapporto proporzionale tra società iscritte e partecipanti alla Quarta Divisione, a ogni girone spettavano 1,xx o 2,xx società da retrocedere arrotondate per difetto.
Alla fine della stagione, a seguito delle nuove norme stabilite dalla Carta di Viareggio le retrocessioni furono tutte annullate, ma non tutte le società della Quarta Divisione furono ammesse d'ufficio in Terza: una norma specifica voluta dalla Lega Nord della C.C.I. aveva stabilito che le società che avevano meno di due anni di anzianità non potevano essere ammesse alla categoria superiore e perciò in Lombardia ed Emilia, che avevano il numero più alto di gironi e società partecipanti a questo campionato, furono costrette a organizzarlo ancora fino alla stagione 1927-1928.

## Comitati della Lega Nord

### Piemonte

#### Girone A

##### Squadre partecipanti
| Club              | Città            | Stadio | Stagione precedente |
| ----------------- | ---------------- | ------ | ------------------- |
| U.S. Arona        | Arona (NO)       |        |                     |
| S.S. Borgomanero  | Borgomanero (NO) |        |                     |
| C.S. Crusinallese | Crusinallo (NO)  |        |                     |
| Domo F.B.C.       | Domodossola (NO) |        |                     |
| U.S. Intrese      | Intra (NO)       |        |                     |
| U.S. Omegnese     | Omegna (NO)      |        |                     |
| Stresa Sportiva   | Stresa (NO)      |        |                     |

##### Classifica finale
|  | Pos. | Squadra      | Pt | G  | V | N | P | GF | GS | QR |
|  | ---- | ------------ | -- | -- | - | - | - | -- | -- | -- |
|  | 1.   | Omegnese     | 18 | 12 |   |   |   |    |    | +  |
|  | 2.   | Crusinallese | 14 | 12 |   |   |   |    |    | +  |
|  | 3.   | Arona        | 13 | 12 |   |   |   |    |    | +  |
|  | 4.   | Domo         | 12 | 12 |   |   |   |    |    | -  |
|  | 5.   | Borgomanero  | 10 | 12 |   |   |   |    |    | -  |
|  | 6.   | Intrese      | 7  | 12 |   |   |   |    |    | -  |
|  | 7.   | Stresa       | 0  | 12 |   |   |   |    |    | -  |

Legenda:
      Ammesso alle finali.
 Retrocesso ed in seguito riammesso.
Regolamento:
Due punti a vittoria, uno a pareggio, zero a sconfitta.
In caso di pari merito in qualsiasi posizione della classifica, le squadre sono classificate grazie al miglior quoziente reti (QR).

#### Girone B

##### Squadre partecipanti
| Club             | Città       | Stadio | Stagione precedente |
| ---------------- | ----------- | ------ | ------------------- |
| U.S. Alta Italia | Cuneo       |        |                     |
| U.S. Chieri      | Chieri (TO) |        |                     |
| Ivrea F.B.C.     | Ivrea (TO)  |        |                     |
| S.C. Michelin    | Torino      |        |                     |
| G.S. S.P.A.      | Torino      |        |                     |
| U.S. Trinese     | Trino (NO)  |        |                     |

##### Classifica finale
|  | Pos. | Squadra     | Pt | G  | V | N | P | GF | GS | QR   |
|  | ---- | ----------- | -- | -- | - | - | - | -- | -- | ---- |
|  | 1.   | Chieri      | 15 | 10 | 7 | 1 | 2 | 24 | 8  | 3,00 |
|  | 2.   | S.P.A.      | 12 | 10 | 6 | 0 | 4 | 13 | 16 | 0,81 |
|  | 3.   | Trinese     | 10 | 10 | 5 | 0 | 5 | ?  | ?  | ?    |
|  | 4.   | Alta Italia | 9  | 10 | 3 | 3 | 4 | 15 | 15 | 1,00 |
|  | 5.   | Michelin    | 7  | 10 | 3 | 1 | 6 | ?  | ?  | ?    |
|  | 6.   | Ivrea       | 7  | 10 | 3 | 1 | 6 | 13 | 23 | 0,56 |

Legenda:
      Ammesso alle finali.
 Retrocesso ed in seguito riammesso.
Regolamento:
Due punti a vittoria, uno a pareggio, zero a sconfitta.
In caso di pari merito in qualsiasi posizione della classifica, le squadre sono classificate grazie al miglior quoziente reti (QR).
Note:
L'Eporediese si è ritirata prima dell'inizio del torneo.

#### Girone C

##### Squadre partecipanti
| Club                  | Città                 | Stadio | Stagione precedente |
| --------------------- | --------------------- | ------ | ------------------- |
| Acqui U.S.            | Acqui Terme (AL)      |        |                     |
| U.S. Albese           | Alba (CN)             |        |                     |
| G.S.O. G.B. Borsalino | Alessandria           |        |                     |
| S.C. Giovane Piemonte | Torino                |        |                     |
| S.S. La Nicese        | Nizza Monferrato (AL) |        |                     |

##### Classifica finale
|  | Pos. | Squadra          | Pt | G | V | N | P | GF | GS | QR |
|  | ---- | ---------------- | -- | - | - | - | - | -- | -- | -- |
|  | 1.   | La Nicese        | 11 | 8 |   |   |   |    |    | +  |
|  | 2.   | Borsalino        | 11 | 8 |   |   |   |    |    | +  |
|  | 3.   | Acqui            | 10 | 8 |   |   |   |    |    | +  |
|  | 4.   | Albese           | 6  | 8 |   |   |   |    |    | -  |
|  | 5.   | Giovane Piemonte | 2  | 8 |   |   |   |    |    | -  |

Legenda:
      Ammesso alle finali.
 Retrocesso ed in seguito riammesso.
Regolamento:
Due punti a vittoria, uno a pareggio, zero a sconfitta.
In caso di pari merito in qualsiasi posizione della classifica, le squadre sono classificate grazie al miglior quoziente reti (QR).

### Liguria

#### Girone A

##### Squadre partecipanti
| Club                | Città                        | Stadio | Stagione precedente |
| ------------------- | ---------------------------- | ------ | ------------------- |
| Entella F.C.        | Chiavari (GE)                |        |                     |
| Pegazzano F.B.C.    | La Spezia                    |        |                     |
| Pro Quarto          | Quarto dei Mille (GE)        |        |                     |
| C.S. Ruentes        | Rapallo (GE)                 |        |                     |
| U.S. Sestri Levante | Sestri Levante (GE)          |        |                     |
| S.S. Tigullio       | Santa Margherita Ligure (GE) |        |                     |

##### Classifica finale
|  | Pos. | Squadra         | Pt | G  | V | N | P | GF | GS | QR   |
|  | ---- | --------------- | -- | -- | - | - | - | -- | -- | ---- |
|  | 1.   | Rapallo Ruentes | 15 | 10 | 7 | 1 | 2 | 29 | 9  | 3,22 |
|  | 2.   | Tigullio        | 15 | 10 | 7 | 1 | 2 | 15 | 6  | 2,50 |
|  | 3.   | Pro Quarto      | 10 | 10 | 4 | 2 | 4 | 14 | 19 | 0.74 |
|  | 4.   | Sestri Levante  | 7  | 10 | 1 | 5 | 4 | 12 | 19 | 0,63 |
|  | 5.   | Pegazzano       | 7  | 10 | 2 | 3 | 5 | 12 | 24 | 0.50 |
|  | 6.   | Entella         | 6  | 10 | 2 | 2 | 6 | 9  | 14 | 0,64 |

Legenda:
      Ammesso alle finali.
 Retrocesso ed in seguito riammesso.
Regolamento:
Due punti a vittoria, uno a pareggio, zero a sconfitta.
In caso di pari merito in qualsiasi posizione della classifica, le squadre sono classificate grazie al miglior quoziente reti (QR).
Note:
Ruentes ammesso alle finali grazie al goal-average.
L'Entella avrebbe dovuto retrocedere, ma la cessazione del Quarto la reinserì negli organici, e in ogni caso la Carta di Viareggio che soppresse la Quarta Divisione in Liguria l’avrebbe comunque riammessa.

#### Girone B

##### Squadre partecipanti
| Club                  | Città          | Stadio | Stagione precedente                      |
| --------------------- | -------------- | ------ | ---------------------------------------- |
| Edera F.C.            | Genova         |        |                                          |
| U.S. Fulgor           | Borgoratti     |        |                                          |
| D.S. Grifone Ausonia  | Genova         |        |                                          |
| S.C. Molassana        | Molassana (GE) |        | 10ª nel girone A della Seconda Divisione |
| S.S. Pro San Gottardo | Genova         |        |                                          |
| C.S. Santa Margherita | Genova         |        |                                          |
| Spes F.C.             | Genova         |        |                                          |
| U.S. Veloci Embriaci  | Genova         |        |                                          |

##### Classifica finale
|  | Pos. | Squadra               | Pt | G  | V | N | P | GF | GS | QR |
|  | ---- | --------------------- | -- | -- | - | - | - | -- | -- | -- |
|  | 1.   | Molassana             | 21 | 14 |   |   |   |    |    | +  |
|  | 2.   | Spes Genova           | 18 | 14 |   |   |   |    |    | +  |
|  | 3.   | Edera                 | 16 | 14 |   |   |   |    |    | +  |
|  | 4.   | Pro San Gottardo (-1) | 15 | 14 |   |   |   |    |    | -  |
|  | 5.   | Grifone Ausonia       | 13 | 14 |   |   |   |    |    | -  |
|  | 6.   | Santa Margherita      | 13 | 14 |   |   |   |    |    | -  |
|  | 7.   | Veloci Embriaci       | 10 | 14 |   |   |   |    |    | -  |
|  | 8.   | Folgor Borgoratti     | 6  | 14 |   |   |   |    |    | -  |

Legenda:
      Ammesso alle finali.
 Retrocesso ed in seguito riammesso.
Regolamento:
Due punti a vittoria, uno a pareggio, zero a sconfitta.
In caso di pari merito in qualsiasi posizione della classifica, le squadre sono classificate grazie al miglior quoziente reti (QR).
Note:
Pro San Gottardo ha scontato 1 punto di penalizzazione in classifica per una rinuncia.

#### Girone C

##### Squadre partecipanti
| Club                    | Città                | Stadio | Stagione precedente |
| ----------------------- | -------------------- | ------ | ------------------- |
| U.S. Busallese          | Busalla (GE)         |        |                     |
| S.S. Esperia Rivarolese | Rivarolo Ligure (GE) |        |                     |
| Fiorente F.C.           | Genova               |        |                     |
| S.S. Italia Nuova       | Bolzaneto (GE)       |        |                     |
| U.S. Genovese           | Genova               |        |                     |
| U.S. Pontedecimo        | Pontedecimo (GE)     |        |                     |
| U.S. Ronchese           | Ronco Scrivia (GE)   |        |                     |
| C.S. San Giorgio        | Rivarolo Ligure (GE) |        |                     |

##### Classifica finale
|  | Pos. | Squadra            | Pt | G  | V | N | P | GF | GS | QR |
|  | ---- | ------------------ | -- | -- | - | - | - | -- | -- | -- |
|  | 1.   | Genovese           | 22 | 14 |   |   |   |    |    | +  |
|  | 2.   | Pontedecimo        | 18 | 14 |   |   |   |    |    | +  |
|  | 3.   | Fiorente           | 14 | 14 |   |   |   |    |    | +  |
|  | 4.   | Italia Nuova       | 14 | 14 |   |   |   |    |    | -  |
|  | 5.   | Esperia Rivarolese | 12 | 14 |   |   |   |    |    | -  |
|  | 6.   | San Giorgio        | 12 | 14 |   |   |   |    |    | -  |
|  | 7.   | Busallese          | 11 | 14 |   |   |   |    |    | -  |
|  | 8.   | Ronchese           | 7  | 14 |   |   |   |    |    | -  |

Legenda:
      Ammesso alle finali.
 Retrocesso ed in seguito riammesso.
Regolamento:
Due punti a vittoria, uno a pareggio, zero a sconfitta.
In caso di pari merito in qualsiasi posizione della classifica, le squadre sono classificate grazie al miglior quoziente reti (QR).

#### Girone D

##### Squadre partecipanti
| Club               | Città                 | Stadio | Stagione precedente |
| ------------------ | --------------------- | ------ | ------------------- |
| U.S. Alba Docilia  | Albissola Marina (GE) |        |                     |
| A.V.I.S. Valleggia | Quiliano (GE)         |        |                     |
| Fornaci F.C.       | Savona (GE)           |        |                     |
| Aurora F.C.        | Savona (GE)           |        |                     |
| U.S. Miramare      | Savona (GE)           |        |                     |
| U.S. Veloce        | Savona (GE)           |        |                     |
| U.S. Ventimigliese | Ventimiglia (IM)      |        |                     |

##### Classifica finale
|  | Pos. | Squadra                 | Pt | G  | V | N | P | GF | GS | QR   |
|  | ---- | ----------------------- | -- | -- | - | - | - | -- | -- | ---- |
|  | 1.   | Ventimigliese           | 18 | 12 |   |   |   |    |    |      |
|  | 2.   | Miramare                | 17 | 12 |   |   |   |    |    |      |
|  | 3.   | Aurora                  | 11 | 12 |   |   |   |    |    |      |
|  | 4.   | Fornaci                 | 10 | 12 | 3 | 4 | 5 | 19 | 17 | 1,12 |
|  | 5.   | A.V.I.S. Valleggia (-4) | 9  | 12 |   |   |   |    |    |      |
|  | 6.   | Veloce Savona           | 9  | 12 |   |   |   |    |    |      |
|  | 7.   | Alba Docilia            | 6  | 12 |   |   |   |    |    |      |

Legenda:
      Ammesso alle finali.
 Retrocesso ed in seguito riammesso.
Regolamento:
Due punti a vittoria, uno a pareggio, zero a sconfitta.
In caso di pari merito in qualsiasi posizione della classifica, le squadre sono classificate grazie al miglior quoziente reti (QR).
Note:
A.V.I.S. Valleggia ha scontato 4 punti di penalizzazione in classifica per quattro rinunce.

### Lombardia
L’istituzione della Lega delle Società minori e la conseguente centralizzazione nazionale delle finali diede molto beneficio alla Lombardia. Rispetto al sistema precedente basato sull’uguaglianza delle regioni, il nuovo meccanismo diede diritto ai lombardi ad un quarto delle candidature alla promozione e, di conseguenza, autorizzò il Comitato Regionale Lombardo a creare due nuovi suoi gironi, sempre da otto squadre con 14 giornate di gioco. Le squadre di Quarta Divisione però furono ammesse solo nel rispetto del regolamento campionati dell'epoca e della normativa obbligatoria delle dimensioni dei terreni di gioco perché non tutte avevano diritto all'ammissione alla categoria superiore.

#### Girone A

##### Squadre partecipanti
| Club               | Città        | Stadio | Stagione precedente                            |
| ------------------ | ------------ | ------ | ---------------------------------------------- |
| Arduino Pavia F.C. | Pavia        |        | Paga e rileva il totalmente fallito Pavia F.C. |
| G.S. Ferrovieri    | Milano       |        |                                                |
| Italia F.C.        | Milano       |        |                                                |
| S.C. Pro Broni     | Broni (PV)   |        |                                                |
| Sport Iris Milan   | Milano       |        |                                                |
| A.C. Stelvio Olona | Milano       |        |                                                |
| Vigor F.C.         | Milano       |        |                                                |
| A.C. Vogherese     | Voghera (PV) |        |                                                |

##### Classifica finale
|  | Pos. | Squadra        | Pt | G  | V  | N | P  | GF | GS | QR    |
|  | ---- | -------------- | -- | -- | -- | - | -- | -- | -- | ----- |
|  | 1.   | Stelvio Olona  | 25 | 14 | 12 | 1 | 1  | 49 | 21 | 2,333 |
|  | 2.   | Vogherese (-1) | 18 | 14 | 9  | 1 | 4  | 36 | 16 | 2,250 |
|  | 3.   | Italia         | 18 | 14 | 8  | 2 | 4  | 32 | 19 | 1,684 |
|  | 4.   | Iris Milan     | 17 | 14 | 7  | 3 | 4  | 29 | 21 | 1,381 |
|  | 5.   | Arduino Pavia  | 14 | 14 | 6  | 2 | 6  | 35 | 32 | 1,094 |
|  | 6.   | Pro Broni      | 11 | 14 | 5  | 1 | 8  | 20 | 24 | 0,833 |
|  | 7.   | Ferrovieri     | 6  | 14 | 1  | 4 | 9  | 16 | 38 | 0,421 |
|  | 8.   | Vigor          | 2  | 14 | 0  | 2 | 12 | 10 | 56 | 0,179 |

Legenda:
      Ammesso alle finali.
 Va agli spareggi retrocessione.
 Retrocesso ed in seguito riammesso.
Regolamento:
Due punti a vittoria, uno a pareggio, zero a sconfitta.
In caso di pari merito in qualsiasi posizione della classifica, le squadre sono classificate grazie al miglior quoziente reti (QR).
Note:
La Vogherese ha scontato 1 punto di penalizzazione in classifica per una rinuncia.

#### Girone B

##### Squadre partecipanti
| Club             | Città               | Stadio | Stagione precedente |
| ---------------- | ------------------- | ------ | ------------------- |
| S.S. Brugherio   | Brugherio (MI)      |        |                     |
| S.G. Gallaratese | Gallarate (MI)      |        |                     |
| U.S. Samaratese  | Samarate (MI)       |        |                     |
| Saronno F.C.     | Saronno (MI)        |        |                     |
| U.S. Sestese     | Sesto Calende (MI)  |        |                     |
| S.S. Sommese     | Somma Lombardo (MI) |        |                     |
| A.S. Varesina    | Varese (CO)         |        |                     |
| G.C. Vigevanesi  | Vigevano (PV)       |        |                     |

##### Classifica finale
|  | Pos. | Squadra       | Pt | G  | V | N | P | GF | GS | QR    |
|  | ---- | ------------- | -- | -- | - | - | - | -- | -- | ----- |
|  | 1.   | GC Vigevanesi | 22 | 14 | . | . | . | .  | .  | .     |
|  | 2.   | Sestese       | 21 | 14 | . | . | . | .  | .  | .     |
|  | 3.   | Saronno       | 18 | 14 | . | . | . | .  | .  | .     |
|  | 4.   | Gallaratese   | 16 | 14 | . | . | . | .  | .  | 1,428 |
|  | 5.   | Varesina      | 16 | 14 | . | . | . | .  | .  | 1,350 |
|  | 6.   | Sommese       | 9  | 14 | . | . | . | .  | .  | .     |
|  | 7.   | Samaratese    | 6  | 14 | . | . | . | .  | .  | .     |
|  | 8.   | Brugherio     | 3  | 14 | . | . | . | .  | .  | .     |

Legenda:
      Ammesso alle finali.
 Va agli spareggi retrocessione.
 Retrocesso ed in seguito riammesso.
Regolamento:
Due punti a vittoria, uno a pareggio, zero a sconfitta.
In caso di pari merito in qualsiasi posizione della classifica, le squadre sono classificate grazie al miglior quoziente reti (QR).

#### Girone C

##### Squadre partecipanti
| Club             | Città                          | Stadio | Stagione precedente                             |
| ---------------- | ------------------------------ | ------ | ----------------------------------------------- |
| C.S. Canturino   | Cantù (CO)                     |        | 2º nel girone lombardo ? della Quarta Divisione |
| Esperia F.C.     | Como                           |        | 10ª nel girone B della Seconda Divisione        |
| S.C. Italia      | Ponte Chiasso (CO)             |        |                                                 |
| S.C. Lario       | Monte Olimpino (CO)            |        |                                                 |
| S.G. Pro Lissone | Lissone (MI)                   |        | 5º nel girone lombardo B della Terza Divisione  |
| C.S. Savoia      | Cernobbio (CO)                 |        |                                                 |
| Seregno G.C.     | Seregno (MI)                   |        | 3º nel girone lombardo B della Terza Divisione  |
| A.S. Seveso      | Seveso San Pietro Martire (MI) |        |                                                 |

##### Classifica finale
|  | Pos. | Squadra     | Pt | G  | V | N | P | GF | GS | QR |
|  | ---- | ----------- | -- | -- | - | - | - | -- | -- | -- |
|  | 1.   | Seregno     | 28 | 14 | . | . | . | .  | .  | .  |
|  | 2.   | Pro Lissone | 22 | 14 | . | . | . | .  | .  | .  |
|  | 3.   | Esperia     | 21 | 14 | . | . | . | .  | .  | .  |
|  | 4.   | Canturino   | 11 | 14 | . | . | . | .  | .  | .  |
|  | 5.   | Lario       | 11 | 14 | . | . | . | .  | .  | .  |
|  | 6.   | Savoia      | 9  | 14 | . | . | . | .  | .  | .  |
|  | 7.   | Italia      | 4  | 14 | . | . | . | .  | .  | .  |
|  | 8.   | Seveso (-4) | 0  | 14 | . | . | . | .  | .  | .  |

Legenda:
      Ammesso alle finali.
 Va agli spareggi retrocessione.
 Retrocesso ed in seguito riammesso.
Regolamento:
Due punti a vittoria, uno a pareggio, zero a sconfitta.
In caso di pari merito in qualsiasi posizione della classifica, le squadre sono classificate grazie al miglior quoziente reti (QR).
Note:
Seveso penalizzato di quattro punti per altrettante rinunce. Risulta a 0 e non a -1 punti perché all'epoca non si scendeva mai sotto lo zero.

#### Girone D

##### Squadre partecipanti
| Club                 | Città                 | Stadio | Stagione precedente |
| -------------------- | --------------------- | ------ | ------------------- |
| F.B.C. Abbiategrasso | Abbiategrasso (MI)    |        |                     |
| Alba F.B.C.          | Cardano al Campo (MI) |        |                     |
| S.C. Dergano         | Milano                |        |                     |
| S.C. Farini          | Milano                |        |                     |
| Minerva F.C.         | Milano                |        |                     |
| ?.?. Parabiaghese    | Parabiago (MI)        |        |                     |
| G.S. Vigevanese      | Vigevano (PV)         |        |                     |
| Vis Nova S.C.        | Giussano (MI)         |        |                     |

##### Classifica finale
|  | Pos. | Squadra       | Pt | G  | V | N | P | GF | GS | QR |
|  | ---- | ------------- | -- | -- | - | - | - | -- | -- | -- |
|  | 1.   | Abbiategrasso | 24 | 14 | . | . | . | .  | .  | .  |
|  | 2.   | Vigevanese    | 22 | 14 | . | . | . | .  | .  | .  |
|  | 3.   | Dergano       | 20 | 14 | . | . | . | .  | .  | .  |
|  | 4.   | Minerva       | 18 | 14 | . | . | . | .  | .  | .  |
|  | 5.   | Alba          | 13 | 14 | . | . | . | .  | .  | .  |
|  | 6.   | Farini        | 10 | 14 | . | . | . | .  | .  | .  |
|  | 7.   | Vis Nova      | 3  | 14 | . | . | . | .  | .  | .  |
|  | 8.   | Parabiaghese  | 2  | 14 | . | . | . | .  | .  | .  |

Legenda:
      Ammesso alle finali.
 Va agli spareggi retrocessione.
 Retrocesso ed in seguito riammesso.
Regolamento:
Due punti a vittoria, uno a pareggio, zero a sconfitta.
In caso di pari merito in qualsiasi posizione della classifica, le squadre sono classificate grazie al miglior quoziente reti (QR).

#### Girone E

##### Squadre partecipanti
| Club              | Città             | Stadio | Stagione precedente |
| ----------------- | ----------------- | ------ | ------------------- |
| S.S. Casalbuttano | Casalbuttano (CR) |        |                     |
| Chiari F.C.       | Chiari (BS)       |        |                     |
| A.C. Codogno      | Codogno (MI)      |        |                     |
| Manerbio          | Manerbio (BS)     |        |                     |
| Sermidese         | Sermide (MN)      |        |                     |
| U.S. Soresinese   | Soresina (CR)     |        |                     |
| S.C. Suzzara      | Suzzara (MN)      |        |                     |

##### Classifica finale
|  | Pos. | Squadra      | Pt | G  | V | N | P  | GF | GS | QR |
|  | ---- | ------------ | -- | -- | - | - | -- | -- | -- | -- |
|  | 1.   | Codogno      | 21 | 12 | . | . | .  | .  | .  | .  |
|  | 2.   | Manerbio     | 17 | 12 | . | . | .  | .  | .  | .  |
|  | 3.   | Casalbuttano | 14 | 12 | . | . | .  | .  | .  | .  |
|  | 4.   | Chiari       | 12 | 12 | . | . | .  | .  | .  | .  |
|  | 5.   | Soresinese   | 11 | 12 | . | . | .  | .  | .  | .  |
|  | 6.   | Suzzara      | 7  | 12 | . | . | .  | .  | .  | .  |
|  | 7.   | Sermidese    | 0  | 12 | 0 | 0 | 12 | 0  | 24 |    |

Legenda:
      Ammesso alle finali.
 Va agli spareggi retrocessione.
 Retrocesso ed in seguito riammesso.
Regolamento:
Due punti a vittoria, uno a pareggio, zero a sconfitta.
In caso di pari merito in qualsiasi posizione della classifica, le squadre sono classificate grazie al miglior quoziente reti (QR).

#### Girone F

##### Squadre partecipanti
| Club                     | Città                     | Stadio | Stagione precedente |
| ------------------------ | ------------------------- | ------ | ------------------- |
| A.L.P.E.                 | Bergamo                   |        |                     |
| F.C. Alzano              | Alzano (BG)               |        |                     |
| S.G.M. Forti e Liberi    | Monza (MI)                |        |                     |
| G.S. Marelli             | Sesto San Giovanni (MI)   |        |                     |
| G.S. Officine Meccaniche | Milano                    |        |                     |
| Pro Palazzolo            | Palazzolo sull'Oglio (BS) |        |                     |
| Pro Victoria F.C.        | Monza (MI)                |        |                     |

##### Classifica finale
|  | Pos. | Squadra             | Pt | G  | V | N | P | GF | GS | QR |
|  | ---- | ------------------- | -- | -- | - | - | - | -- | -- | -- |
|  | 1.   | Officine Meccaniche | 19 | 12 | . | . | . | .  | .  | .  |
|  | 2.   | Alzano              | 19 | 12 | . | . | . | .  | .  | .  |
|  | 3.   | Marelli             | 16 | 12 | . | . | . | .  | .  | .  |
|  | 4.   | Pro Palazzolo       | 15 | 12 | . | . | . | .  | .  | .  |
|  | 5.   | A.L.P.E.            | 8  | 12 | . | . | . | .  | .  | .  |
|  | 6.   | Pro Victoria        | 7  | 12 | . | . | . | .  | .  | .  |
|  | 7.   | Forti e Liberi      | 0  | 12 | . | . | . | .  | .  | .  |

Legenda:
      Ammesso alle finali.
 Va agli spareggi retrocessione.
 Retrocesso ed in seguito riammesso.
Regolamento:
Due punti a vittoria, uno a pareggio, zero a sconfitta.
In caso di pari merito in qualsiasi posizione della classifica, le squadre sono classificate grazie al miglior quoziente reti (QR).

#### Spareggi salvezza
Annullati per annullamento delle retrocessioni in Quarta Divisione stabilito dalla Carta di Viareggio (avrebbero dovuto retrocedere due delle sei partecipanti).

### Veneto-Trentino
Il Comitato Regionale Veneto-Tridentino aveva sede a Padova.

#### Girone A

##### Squadre partecipanti
| Club                   | Città                    | Stadio | Stagione precedente |
| ---------------------- | ------------------------ | ------ | ------------------- |
| A.C. Bassano           | Bassano del Grappa (VI)  |        |                     |
| I.C. Bentegodi         | Verona                   |        |                     |
| G.S. Giorgione         | Castelfranco Veneto (TV) |        |                     |
| A.C. Juventus Patavium | Padova                   |        |                     |
| A.C. Thiene            | Thiene (VI)              |        |                     |
| G.S. Tita Fumei        | Padova                   |        |                     |
| U.G. Trento            | Trento                   |        |                     |
| G.C. Veronesi          | Verona                   |        |                     |

##### Classifica finale
|  | Pos. | Squadra           | Pt | G  | V | N | P | GF | GS | QR |
|  | ---- | ----------------- | -- | -- | - | - | - | -- | -- | -- |
|  | 1.   | Tita Fumei        | 23 | 14 | . | . | . | .  | .  | .  |
|  | 2.   | Thiene            | 19 | 14 | . | . | . | .  | .  | .  |
|  | 3.   | Bentegodi Verona  | 14 | 14 | . | . | . | .  | .  | .  |
|  | 4.   | Giorgione         | 14 | 14 | . | . | . | .  | .  | .  |
|  | 5.   | Bassano           | 13 | 14 | . | . | . | .  | .  | .  |
|  | 6.   | Veronesi          | 7  | 14 | . | . | . | .  | .  | .  |
|  | 7.   | Trento            | 7  | 14 | . | . | . | .  | .  | .  |
|  | 8.   | Juventus Patavium | 0  | 14 | . | . | . | .  | .  | .  |

Legenda:
      Ammesso alle finali.
 Va agli spareggi retrocessione.
 Retrocesso ed in seguito riammesso.
Regolamento:
Due punti a vittoria, uno a pareggio, zero a sconfitta.
In caso di pari merito in qualsiasi posizione della classifica, le squadre sono classificate grazie al miglior quoziente reti (QR).

#### Girone B

##### Squadre partecipanti
| Club                | Città             | Stadio | Stagione precedente |
| ------------------- | ----------------- | ------ | ------------------- |
| A.C. Carraresi      | Padova            |        |                     |
| Dop. Ferrovieri     | Venezia           |        |                     |
| S.S. Forti e Liberi | Adria (RO)        |        |                     |
| U.S. Ardor-Giudecca | Venezia           |        |                     |
| A.C. Mestre         | Mestre (VE)       |        |                     |
| U.S. Mirese         | Mira (VE)         |        |                     |
| U.S. Montebellunese | Montebelluna (TV) |        |                     |
| U.S. Polesella      | Polesella (RO)    |        |                     |
| Schio F.C.          | Schio (VI)        |        |                     |

##### Classifica finale
|  | Pos. | Squadra        | Pt       | G  | V | N | P | GF | GS | QR |
|  | ---- | -------------- | -------- | -- | - | - | - | -- | -- | -- |
|  | 1.   | Ferrovieri     | 24       | 14 | . | . | . | .  | .  | .  |
|  | 2.   | Carraresi      | 20       | 14 | . | . | . | .  | .  | .  |
|  | 2.   | Montebellunese | 20       | 14 | . | . | . | .  | .  | .  |
|  | 4.   | Giudecca       | 17       | 14 | . | . | . | .  | .  | .  |
|  | 5.   | Mestre         | 15       | 14 | . | . | . | .  | .  | .  |
|  | 6.   | Forti e Liberi | 13       | 14 | . | . | . | .  | .  | .  |
|  | 7.   | Schio          | 10       | 14 | . | . | . | .  | .  | .  |
|  | 8.   | Mirese         | 3        | 14 | . | . | . | .  | .  | .  |
|  | --   | Polesella      | Ritirato |    |   |   |   |    |    |    |

Legenda:
      Ammesso alle finali.
 Va agli spareggi retrocessione.
 Retrocesso ed in seguito riammesso.
 Ritirato durante il campionato.
Regolamento:
Due punti a vittoria, uno a pareggio, zero a sconfitta.
In caso di pari merito in qualsiasi posizione della classifica, le squadre sono classificate grazie al miglior quoziente reti (QR).
Note:
La classifica pubblicata da Fontanelli è sbagliata perché non tiene conto degli 0-2 attribuiti per ogni rinuncia secondo regolamento campionati vigente all'epoca. Quella ufficiale pubblicata sui comunicati ufficiali del Comitato sia sul Veneto Sportivo che dal Gazzettino di Venezia è esatta, ma non è questa che è sbagliata. Vedere nel girone C l'Excelsior di Belluno dove il regolamento è stato applicato in modo corretto e coerente. Secondo la classifica ufficiale il Polesella si è ritirato alla 8ª giornata di andata.

#### Girone C

##### Squadre partecipanti
| Club                 | Città                        | Stadio | Stagione precedente |
| -------------------- | ---------------------------- | ------ | ------------------- |
| S.S. Concordes       | Motta di Livenza (TV)        |        |                     |
| S.S. Excelsior       | Belluno                      |        |                     |
| S.C. Oderzo          | Oderzo (TV)                  |        |                     |
| U.S. Olimpia         | Treviso                      |        |                     |
| F.C. Pordenone       | Pordenone (UD)               |        |                     |
| A.S. Portogruarese   | Portogruaro (VE)             |        |                     |
| U.S. Sanvitese       | San Vito al Tagliamento (UD) |        |                     |
| U.S. Virtus Rialtina | Venezia                      |        |                     |
| C.S. Vittorio        | Vittorio Veneto (TV)         |        |                     |

##### Classifica finale
|  | Pos. | Squadra              | Pt | G  | V  | N | P  | GF | GS | QR   |
|  | ---- | -------------------- | -- | -- | -- | - | -- | -- | -- | ---- |
|  | 1.   | Pordenone            | 26 | 16 | 11 | 4 | 1  | 50 | 18 | 2,78 |
|  | 2.   | Virtus Rialtina      | 23 | 16 | 10 | 3 | 3  | 55 | 22 | 2,50 |
|  | 3.   | Oderzo               | 23 | 16 | 11 | 1 | 4  | 54 | 31 | 1,74 |
|  | 4.   | Portogruarese        | 21 | 16 | 9  | 3 | 4  | 34 | 26 | 1,31 |
|  | 5.   | Olimpia              | 20 | 16 | 9  | 2 | 5  | 37 | 32 | 1,16 |
|  | 6.   | Sanvitese            | 12 | 16 | 5  | 2 | 9  | 25 | 38 | 0,66 |
|  | 7.   | Vittorio Veneto (-1) | 9  | 16 | 5  | 0 | 11 | 39 | 52 | 0,75 |
|  | 8.   | Concordes            | 7  | 16 | 3  | 1 | 12 | 20 | 55 | 0,36 |
|  | 9.   | Excelsior (-2)       | 0  | 16 | 1  | 0 | 15 | 9  | 49 | 0,18 |

Legenda:
      Ammesso alle finali.
 Va agli spareggi retrocessione.
 Retrocesso ed in seguito riammesso.
Regolamento:
Due punti a vittoria, uno a pareggio, zero a sconfitta.
In caso di pari merito in qualsiasi posizione della classifica, le squadre sono classificate grazie al miglior quoziente reti (QR).
Note:
Il Vittorio ha scontato 1 punto di penalizzazione in classifica per una rinuncia.
L'Excelsior ha scontato 2 punti di penalizzazione in classifica per due rinunce (precedenti al ritiro).

#### Spareggi salvezza
Annullati per ritiro di Trento e di Vittorio, le cui retrocessioni in Quarta Divisione furono comunque annullate.

### Venezia Giulia

#### Girone A

##### Squadre partecipanti
| Club            | Città                  | Stadio | Stagione precedente |
| --------------- | ---------------------- | ------ | ------------------- |
| S.S. Edera      | Muggia (TS)            |        |                     |
| A.S. Edera      | Pola                   |        |                     |
| C.S. Fiume      | Fiume                  |        |                     |
| Soc. Ginnastica | Trieste                |        |                     |
| S.S. Itala      | Gradisca d'Isonzo (UD) |        |                     |
| S.O.V.          | Trieste                |        |                     |

##### Classifica finale
|  | Pos. | Squadra            | Pt | G  | V | N | P | GF | GS | QR    |
|  | ---- | ------------------ | -- | -- | - | - | - | -- | -- | ----- |
|  | 1.   | Fiume              | 14 | 10 | ? | ? | ? | 23 | 14 | 1,643 |
|  | 2.   | Ginnastica Trieste | 13 | 10 | ? | ? | ? | 30 | 15 | 2,000 |
|  | 3.   | Itala Gradisca     | 10 | 10 | ? | ? | ? | 18 | 12 | 1,500 |
|  | 4.   | Edera Muggia       | 10 | 10 | ? | ? | ? | 11 | 16 | 0,688 |
|  | 5.   | Edera Pola         | 9  | 10 | ? | ? | ? | 14 | 14 | 1,000 |
|  | 6.   | S.O.V. (-1)        | 3  | 10 | ? | ? | ? | 6  | 32 | 0,188 |

Legenda:
      Ammesso alle finali.
 Retrocesso ed in seguito riammesso.
 Sciolta dai fascisti per motivi politici.
Regolamento:
Due punti a vittoria, uno a pareggio, zero a sconfitta.
In caso di pari merito in qualsiasi posizione della classifica, le squadre sono classificate grazie al miglior quoziente reti (QR).
Note:
La classifica è tratta dai comunicati ufficiali del Comitato Regionale Giuliano (usata come fonte anche dal Tomasini) che riportò solo i punti e i gol fatti e subiti; dai suddetti comunicati risulta che il SOV fu penalizzato di un punto per forfait. Per Fontanelli-Lanzarini l'Itala di Gradisca concluse il campionato con 11 punti, per Tomasini con 10 punti (senza segnalare esplicitamente alcuna eventuale penalizzazione per forfait). Le penalizzazioni sono comunque indicate su La Gazzetta dello Sport.
Secondo Fontanelli-Lanzarini avrebbero dovuto retrocedere direttamente anche le penultime classificate. I comunicati ufficiali del Comitato Regionale Giuliano attestano invece che retrocedettero direttamente solo le ultime, mentre furono programmati per il 27 giugno (a Pola) e il 4 luglio 1926 (a Trieste) gli spareggi salvezza tra le penultime Edera Pola e Cittavecchia. Tuttavia il Comunicato Regionale Giuliano intimò al Cittavecchia di pagare le insolvenze in tempo utile, pena l'esclusione dagli spareggi e la conseguente retrocessione in Quarta Divisione. Non è noto se il Cittavecchia riuscì a mettersi in regola in tempo utile e se gli spareggi si fossero disputati, perché i giornali consultati non riportano nulla a proposito né hanno pubblicato i comunicati ufficiali successivi, mentre Fontanelli-Lanzarini riportano la retrocessione diretta di Edera e Cittavecchia. In ogni caso, l’intervenuta ristrutturazione in stile fascista nel calcio italiano dell’estate 1926 portò immediatamente allo scioglimento dell’Edera Pola, società politicamente schierata nel centrosinistra.

#### Girone B

##### Squadre partecipanti
| Club                | Città                      | Stadio | Stagione precedente |
| ------------------- | -------------------------- | ------ | ------------------- |
| C.S. Capodistria    | Capodistria (PL)           |        |                     |
| C.S. Cittavecchia   | Trieste                    |        |                     |
| U.S. Giovanni Grion | Pola                       |        |                     |
| C.S. Ponziana       | Trieste                    |        |                     |
| U.C. Pro Cervignano | Cervignano del Friuli (UD) |        |                     |
| C.S. Veloce         | Fiume                      |        |                     |

##### Classifica finale
|  | Pos. | Squadra        | Pt | G  | V | N | P | GF | GS | QR    |
|  | ---- | -------------- | -- | -- | - | - | - | -- | -- | ----- |
|  | 1.   | Ponziana       | 18 | 10 | 9 | 0 | 1 | 39 | 6  | 6,500 |
|  | 2.   | Grion Pola     | 18 | 10 | 9 | 0 | 1 | 51 | 11 | 4,636 |
|  | 3.   | Pro Cervignano | 10 | 10 | 4 | 2 | 4 | 11 | 19 | 0,579 |
|  | 4.   | Capodistria    | 8  | 10 | 4 | 0 | 6 | 18 | 27 | 0,667 |
|  | 5.   | Cittavecchia   | 4  | 10 | 1 | 2 | 7 | 7  | 33 | 0,212 |
|  | 6.   | Veloce         | 2  | 10 | 0 | 2 | 8 | 6  | 36 | 0,167 |

Legenda:
      Ammesso alle finali.
 Retrocesso ed in seguito riammesso.
Regolamento:
Due punti a vittoria, uno a pareggio, zero a sconfitta.
In caso di pari merito in qualsiasi posizione della classifica, le squadre sono classificate grazie al miglior quoziente reti (QR).
Secondo Fontanelli-Lanzarini avrebbero dovuto retrocedere direttamente anche le penultime classificate. I comunicati ufficiali del Comitato Regionale Giuliano attestano invece che retrocedettero direttamente solo le ultime, mentre furono programmati per il 27 giugno (a Pola) e il 4 luglio 1926 (a Trieste) gli spareggi salvezza tra le penultime Edera Pola e Cittavecchia. Tuttavia il Comunicato Regionale Giuliano intimò al Cittavecchia di pagare le insolvenze in tempo utile, pena l'esclusione dagli spareggi e la conseguente retrocessione in Quarta Divisione. Non è noto se il Cittavecchia riuscì a mettersi in regola in tempo utile e se gli spareggi si fossero disputati, perché i giornali consultati non riportano nulla a proposito né hanno pubblicato i comunicati ufficiali successivi, mentre Fontanelli-Lanzarini riportano la retrocessione diretta di Edera e Cittavecchia.

### Emilia

#### Girone A

##### Squadre partecipanti
| Club               | Città              | Stadio | Stagione precedente |
| ------------------ | ------------------ | ------ | ------------------- |
| A.C. Bologna       | Bologna            |        |                     |
| U.S. Bondenese     | Bondeno (FE)       |        |                     |
| Cento F.C.         | Cento (FE)         |        |                     |
| U.S. Copparese     | Copparo (FE)       |        |                     |
| Libertas           | Ferrara            |        |                     |
| Nettuno S.C.       | Bologna            |        |                     |
| C.S. Sant'Agostino | Sant'Agostino (FE) |        |                     |

##### Classifica finale
|  | Pos. | Squadra       | Pt | G  | V | N | P | GF | GS | QR |
|  | ---- | ------------- | -- | -- | - | - | - | -- | -- | -- |
|  | 1.   | Copparese     | 17 | 12 | . | . | . | .  | .  | .  |
|  | 2.   | Cento         | 15 | 12 | . | . | . | .  | .  | .  |
|  | 3.   | Libertas      | 14 | 12 | . | . | . | .  | .  | .  |
|  | 4.   | AC Bologna    | 12 | 12 | . | . | . | .  | .  | .  |
|  | 5.   | Sant'Agostino | 11 | 12 | . | . | . | .  | .  | .  |
|  | 6.   | Nettuno (-1)  | 8  | 12 | . | . | . | .  | .  | .  |
|  | 7.   | Bondenese     | 6  | 12 | . | . | . | .  | .  | .  |

Legenda:
      Ammesso alle finali.
 Retrocesso ed in seguito riammesso.
Regolamento:
Due punti a vittoria, uno a pareggio, zero a sconfitta.
In caso di pari merito in qualsiasi posizione della classifica, le squadre sono classificate grazie al miglior quoziente reti (QR).
Note:
Nettuno ha scontato 1 punto di penalizzazione in classifica per una rinuncia.

#### Girone B

##### Squadre partecipanti
| Club                      | Città                    | Stadio | Stagione precedente |
| ------------------------- | ------------------------ | ------ | ------------------- |
| C.S. 83ª Legione M.V.S.N. | Fiorenzuola d'Arda (PC)  |        |                     |
| Pol. Casalecchio          | Casalecchio di Reno (BO) |        |                     |
| A.S. Fornovese            | Fornovo di Taro (PR)     |        |                     |
| S.S. Juventus             | Salsomaggiore Terme (PR) |        |                     |
| Juventus Sportiva         | Bologna                  |        |                     |
| F.C. Sant'Ilario          | Sant'Ilario d'Enza (RE)  |        |                     |
| Sassuolo F.C.             | Sassuolo (MO)            |        |                     |

##### Classifica finale
|  | Pos. | Squadra              | Pt | G  | V | N | P | GF | GS | QR |
|  | ---- | -------------------- | -- | -- | - | - | - | -- | -- | -- |
|  | 1.   | Sassuolo             | 21 | 12 | . | . | . | .. | .. |    |
|  | 2.   | Casalecchio          | 18 | 12 | . | . | . | .. | .. |    |
|  | 3.   | Sant'Ilario          | 13 | 12 | . | . | . | .. | .. | ?? |
|  | 4.   | 83ª Legione M.V.S.N. | 13 | 12 | . | . | . | .. | .. | ?? |
|  | 5.   | Juventus             | 11 | 12 | . | . | . | .. | .. |    |
|  | 6.   | Juventus Sportiva    | 8  | 12 | . | . | . | .. | .. |    |
|  | 7.   | Fornovese (-6)       | 0  | 12 | . | . | . | .. | .. |    |

Legenda:
      Ammesso alle finali.
 Retrocesso ed in seguito riammesso.
Regolamento:
Due punti a vittoria, uno a pareggio, zero a sconfitta.
In caso di pari merito in qualsiasi posizione della classifica, le squadre sono classificate grazie al miglior quoziente reti (QR).
Note:
Fornovese ha scontato 6 punti di penalizzazione in classifica per sei rinunce.

#### Girone C

##### Squadre partecipanti
| Club                                         | Città                 | Stadio | Stagione precedente |
| -------------------------------------------- | --------------------- | ------ | ------------------- |
| F.C. Castelbolognese                         | Castel Bolognese (RA) |        |                     |
| C.S. "Francesco Baracca" sez.calcio Pro Lugo | Lugo (RA)             |        |                     |
| C.A. Faenza                                  | Faenza (RA)           |        |                     |
| U.S. Forti e Liberi                          | Forlì                 |        |                     |
| U.S. Imolese                                 | Imola (BO)            |        |                     |
| U.S. Libertas Rimini                         | Rimini (FO)           |        |                     |
| U.S. Ravennate                               | Ravenna               |        |                     |
| U.S. Renato Serra                            | Cesena (FO)           |        |                     |

##### Classifica finale
|  | Pos. | Squadra         | Pt | G  | V  | N | P  | GF | GS | QR |
|  | ---- | --------------- | -- | -- | -- | - | -- | -- | -- | -- |
|  | 1.   | Faenza          | 21 | 14 | 10 | 1 | 3  | 56 | 14 |    |
|  | 2.   | Forti e Liberi  | 20 | 14 | 8  | 4 | 2  | 43 | 17 |    |
|  | 3.   | Ravennate       | 19 | 14 | 8  | 3 | 3  | 39 | 19 |    |
|  | 4.   | Castelbolognese | 16 | 14 | 6  | 4 | 4  | 25 | 18 |    |
|  | 5.   | Renato Serra    | 15 | 14 | 7  | 1 | 6  | 25 | 21 |    |
|  | 6.   | Libertas Rimini | 8  | 14 | 3  | 2 | 9  | 13 | 39 |    |
|  | 7.   | Baracca Lugo    | 7  | 14 | 2  | 3 | 9  | 10 | 39 |    |
|  | 8.   | Imolese         | 6  | 14 | 2  | 2 | 10 | 19 | 63 |    |

Legenda:
      Ammesso alle finali.
 Retrocesso ed in seguito riammesso.
Regolamento:
Due punti a vittoria, uno a pareggio, zero a sconfitta.
In caso di pari merito in qualsiasi posizione della classifica, le squadre sono classificate grazie al miglior quoziente reti (QR).

### Toscana

#### Girone A

##### Squadre partecipanti
| Club                | Città      | Stadio | Stagione precedente |
| ------------------- | ---------- | ------ | ------------------- |
| A.C. A.S.S.I.       | Firenze    |        |                     |
| C.S. Firenze        | Firenze    |        |                     |
| U.S. Itala Ausonia  | Firenze    |        |                     |
| C.S. Rapid Peretola | Firenze    |        |                     |
| S.S. Robur          | Siena      |        |                     |
| S.S. Signa          | Signa (FI) |        |                     |

##### Classifica finale
|  | Pos. | Squadra       | Pt | G  | V | N | P | GF | GS | QR   |
|  | ---- | ------------- | -- | -- | - | - | - | -- | -- | ---- |
|  | 1.   | Signa         | 17 | 10 | 7 | 3 | 0 | 39 | 9  | 4,33 |
|  | 2.   | Firenze       | 16 | 10 | 6 | 4 | 0 | 29 | 7  | 4,14 |
|  | 3.   | A.S.S.I.      | 11 | 10 | 4 | 3 | 3 | 22 | 15 | 1,47 |
|  | 4.   | Rapid         | 7  | 10 | 3 | 1 | 6 | 7  | 32 | 0,22 |
|  | 5.   | Robur         | 5  | 10 | 1 | 3 | 6 | 11 | 26 | 0,42 |
|  | 6.   | Itala Ausonia | 4  | 10 | 2 | 0 | 8 | 11 | 30 | 0,37 |

Legenda:
      Ammesso alle finali.
 Va agli spareggi retrocessione.
 Retrocesso ed in seguito riammesso.
Regolamento:
Due punti a vittoria, uno a pareggio, zero a sconfitta.
In caso di pari merito in qualsiasi posizione della classifica, le squadre sono classificate grazie al miglior quoziente reti (QR).
Note:
Il C.S. Firenze si fonde a fine stagione con la P.G.F. Libertas nell'Ass. Fiorentina del Calcio.

#### Girone B

##### Squadre partecipanti
| Club                      | Città          | Stadio | Stagione precedente |
| ------------------------- | -------------- | ------ | ------------------- |
| U.S. Carrarese            | Carrara        |        |                     |
| F.C. Empoli               | Empoli (FI)    |        |                     |
| G.S. Enrico Toti          | Livorno        |        |                     |
| Mens Sana in Corpore Sano | Siena          |        |                     |
| U.S. Pontedera            | Pontedera (PI) |        |                     |
| C.S. Vigor                | Fucecchio (FI) |        |                     |

##### Classifica finale
|  | Pos. | Squadra         | Pt | G  | V | N | P | GF | GS | QR |
|  | ---- | --------------- | -- | -- | - | - | - | -- | -- | -- |
|  | 1.   | Carrarese       | 17 | 10 |   |   |   |    |    |    |
|  | 2.   | Empoli          | 16 | 10 |   |   |   |    |    |    |
|  | 3.   | Vigor           | 10 | 10 |   |   |   |    |    |    |
|  | 4.   | Enrico Toti     | 9  | 10 |   |   |   |    |    |    |
|  | 5.   | Pontedera       | 7  | 10 |   |   |   |    |    |    |
|  | 6.   | Mens Sana Siena | 1  | 10 |   |   |   |    |    |    |

Legenda:
      Ammesso alle finali.
 Va agli spareggi retrocessione.
 Retrocesso ed in seguito riammesso.
Regolamento:
Due punti a vittoria, uno a pareggio, zero a sconfitta.
In caso di pari merito in qualsiasi posizione della classifica, le squadre sono classificate grazie al miglior quoziente reti (QR).

#### Girone C

##### Squadre partecipanti
| Club                        | Città                    | Stadio | Stagione precedente |
| --------------------------- | ------------------------ | ------ | ------------------- |
| U.S. Castiglioncello        | Castiglioncello (LI)     |        |                     |
| S.C. Cucirini Cantoni Coats | Lucca                    |        |                     |
| S.S. Juventus               | Massa                    |        |                     |
| Pietrasanta S.C.            | Pietrasanta (LU)         |        |                     |
| U.S. Sempre Avanti          | Piombino (LI)            |        |                     |
| G.S. Solvay                 | Rosignano Marittimo (LI) |        |                     |

##### Classifica finale
|  | Pos. | Squadra         | Pt | G  | V | N | P | GF | GS | QR |
|  | ---- | --------------- | -- | -- | - | - | - | -- | -- | -- |
|  | 1.   | Pietrasanta     | 18 | 10 |   |   |   |    |    |    |
|  | 2.   | Juventus Massa  | 16 | 10 |   |   |   |    |    |    |
|  | 3.   | Cantoni Coats   | 10 | 10 |   |   |   |    |    |    |
|  | 4.   | Sempre Avanti   | 8  | 10 |   |   |   |    |    |    |
|  | 5.   | Solvay          | 4  | 10 |   |   |   |    |    |    |
|  | 6.   | Castiglioncello | 3  | 10 |   |   |   |    |    |    |

Legenda:
      Ammesso alle finali.
 Va agli spareggi retrocessione.
 Retrocesso ed in seguito riammesso.
Regolamento:
Due punti a vittoria, uno a pareggio, zero a sconfitta.
In caso di pari merito in qualsiasi posizione della classifica, le squadre sono classificate grazie al miglior quoziente reti (QR).

#### Spareggi retrocessione
Gli spareggi furono disputati perché la Lega delle Società Minori aveva stabilito che alla Toscana spettava far retrocedere 4 squadre e perciò, oltre l'ultima classificata di ogni girone, doveva retrocedere in Quarta Divisione anche una penultima classificata dei 3 gironi.

Dopo la ratifica della Carta di Viareggio tutte le retrocessioni furono annullate.
|  | Pos. | Squadra     | Pt | G | V | N | P | GF | GS | QR  |
|  | ---- | ----------- | -- | - | - | - | - | -- | -- | --- |
|  | 1.   | Robur       | 6  | 4 |   |   |   |    |    | ??? |
|  | 2.   | Pontedera   | 6  | 4 |   |   |   |    |    | ??? |
|  | 3.   | Solvay (-2) | 0  | 4 |   |   |   |    |    |     |

Legenda:
      Non retrocede dopo gli spareggi.
Regolamento:
Due punti a vittoria, uno a pareggio, zero a sconfitta.
In caso di pari merito in qualsiasi posizione della classifica, le squadre sono classificate grazie al miglior quoziente reti (QR).
Note:
Il Solvay fu penalizzato di 2 punti per 2 rinunce, non ha punti attivi e perciò rimane a 0, come all'epoca prescriveva il regolamento che stabiliva che in caso di penalizzazione sarebbero stati detratti solo i punti conseguiti sul campo.

### Finali del Nord
Per la prima volta la gestione venne centralizzata dalla Lega installata a Genova. Promosse sul campo la prima e la seconda classificata di ogni girone. Ulteriori promozioni per ripescaggio furono poi disposte a completamento degli organici per altre quattro unità liberatesi nella categoria superiore.

#### Girone A

##### Classifica finale
|  | Pos. | Squadra       | Pt | G  | V | N | P | GF | GS | QR    |
|  | ---- | ------------- | -- | -- | - | - | - | -- | -- | ----- |
|  | 1.   | GC Vigevanesi | 14 | 8  | 7 | 0 | 1 | 22 | 8  | 2,750 |
|  | 2.   | Ventimigliese | 13 | 9  | 5 | 3 | 1 | 30 | 14 | 2,143 |
|  | 3.   | Chieri        | 11 | 9  | 5 | 1 | 3 | 17 | 14 | 1,214 |
|  | 4.   | Seregno       | 11 | 10 | 5 | 1 | 4 | 21 | 19 | 1,105 |
|  | 5.   | Stelvio       | 3  | 10 | 1 | 1 | 8 | 15 | 37 | 0,405 |
|  | 6.   | Omegnese (-5) | 0  | 10 | 2 | 0 | 8 | 8  | 21 | 0,381 |

Legenda:
      Non promossa per decisione disciplinare FIGC.
Regolamento:
Due punti a vittoria, uno a pareggio, zero a sconfitta.
In caso di pari merito in qualsiasi posizione della classifica, le squadre sono classificate grazie al miglior quoziente reti (QR).
Note:
L'Omegnese fu penalizzata di cinque punti per altrettante rinunce (all'epoca non si andava mai sotto zero in classifica).
Non furono omologate (cioè furono annullate ma non ripetute) le partite Chieri-Vigevanesi e Ventimigliese-Stelvio Olona per accertata combine.

##### Verdetti finali
- Nessuna squadra del girone fu promossa per deliberazione del Direttorio Divisioni Inferiori Nord, quale misura punitiva per i troppi episodi di combine che, a detta del Direttorio, avevano completamente falsato l'esito del girone.

#### Girone B

##### Classifica finale
|  | Pos. | Squadra         | Pt | G  | V | N | P | GF | GS | QR    |
|  | ---- | --------------- | -- | -- | - | - | - | -- | -- | ----- |
|  | 1.   | Rapallo Ruentes | 14 | 10 | 6 | 2 | 2 | 22 | 7  | 3,143 |
|  | 2.   | Carrarese       | 12 | 10 | 6 | 0 | 4 | 24 | 10 | 2,400 |
|  | 3.   | Faenza          | 12 | 10 | 6 | 0 | 4 | 21 | 18 | 1,167 |
|  | 4.   | Signa           | 12 | 10 | 5 | 2 | 3 | 14 | 21 | 0,667 |
|  | 5.   | Pietrasanta     | 6  | 10 | 3 | 0 | 7 | 18 | 21 | 0,857 |
|  | 6.   | Sassuolo (-2)   | 0  | 10 | 1 | 0 | 9 | 12 | 34 | 0,353 |

Legenda:
      Promossa e ammessa in Seconda Divisione 1926-1927.
Regolamento:
Due punti a vittoria, uno a pareggio, zero a sconfitta.
In caso di pari merito in qualsiasi posizione della classifica, le squadre sono classificate grazie al miglior quoziente reti (QR).
Note:
Il Sassuolo fu penalizzato di due punti per altrettante rinunce, venendo quindi radiato per insolvenza.
La partita Pietrasanta-Faenza fu privata del punteggio (non influenzando il conteggio dei gol fatti e subiti) e venne data persa ad entrambe per accertata combine, per questo il totale dei punti non risulta uguale al totale delle partite giocate.

#### Girone C

##### Classifica finale
|  | Pos. | Squadra          | Pt | G  | V | N | P | GF | GS | QR   |
|  | ---- | ---------------- | -- | -- | - | - | - | -- | -- | ---- |
|  | 1.   | Ponziana         | 18 | 10 | 9 | 0 | 1 | 45 | 14 | 3,21 |
|  | 2.   | Fiume            | 14 | 10 | 6 | 2 | 2 | 21 | 9  | 2,33 |
|  | 3.   | Pordenone        | 12 | 10 | 6 | 0 | 4 | 21 | 13 | 1,61 |
|  | 4.   | Tita Fumei(-1)   | 8  | 10 | 4 | 1 | 5 | 21 | 19 | 1,10 |
|  | 5.   | Copparese (-1)   | 3  | 10 | 2 | 0 | 8 | 11 | 41 | 0,27 |
|  | 6.   | Ferroviario (-5) | 0  | 10 | 1 | 1 | 8 | 7  | 30 | 0,23 |

Legenda:
      Promossa e/o ammessa in Seconda Divisione.
Regolamento:
Due punti a vittoria, uno a pareggio, zero a sconfitta.
In caso di pari merito in qualsiasi posizione della classifica, le squadre sono classificate grazie al miglior quoziente reti (QR).
Note:
Tita Fumei e Copparese hanno scontato 1 punto di penalizzazione in classifica per una rinuncia.
Ferroviario penalizzato di 5 punti per ritiro dal campionato dopo il girone d'andata per 5 gare perse 0-2 a tavolino con penalizzazione di un punto per ogni gara. Perde tutti i punti conseguiti sul campo (3); in classifica non furono evidenziati i 2 punti negativi ma solo i 0 punti perché all'epoca non erano previsti i punti negativi. Furono infatti inseriti dalla FIGC nelle classifiche solo dopo il 1945.

##### Verdetti finali
- La Ponziana e il Fiume sono promossi in Seconda Divisione.
- Copparese, Fiume e Pordenone furono ammesse alla nuova Seconda Divisione a completamento organici.[17][18]

#### Girone D

##### Classifica finale
|  | Pos. | Squadra                  | Pt | G  | V | N | P  | GF | GS | QR    |
|  | ---- | ------------------------ | -- | -- | - | - | -- | -- | -- | ----- |
|  | 1.   | La Nicese                | 15 | 10 | 7 | 1 | 2  | 19 | 8  | 2,375 |
|  | 2.   | Abbiategrasso            | 13 | 10 | 6 | 1 | 3  | 31 | 15 | 2,067 |
|  | 3.   | Codogno                  | 12 | 10 | 5 | 2 | 3  | 16 | 9  | 1,778 |
|  | 4.   | Genovese                 | 12 | 10 | 5 | 2 | 3  | 19 | 13 | 1,462 |
|  | 5.   | Molassana                | 8  | 10 | 4 | 0 | 6  | 13 | 31 | 0,419 |
|  | 6.   | Officine Meccaniche (-7) | 0  | 10 | 0 | 0 | 10 | 0  | 22 | 0,000 |

Legenda:
      Promossa e ammessa in Seconda Divisione 1926-1927.
Regolamento:
Due punti a vittoria, uno a pareggio, zero a sconfitta.
In caso di pari merito in qualsiasi posizione della classifica, le squadre sono classificate grazie al miglior quoziente reti (QR).
Note:
L'Officine Meccaniche fu penalizzato di sette punti per altrettante rinunce (all'epoca non si scendeva mai sotto lo zero in classifica).

## Comitati del Sud

### Lazio

#### Girone A

##### Squadre partecipanti
| Club               | Città | Stadio | Stagione precedente |
| ------------------ | ----- | ------ | ------------------- |
| Ideale F.B.C.      | Roma  |        |                     |
| U.S. Romana        | Roma  |        |                     |
| S.S. Sempre Avanti | Roma  |        |                     |
| Spes Piperno       | Roma  |        |                     |
| S.S. Vittoria      | Roma  |        |                     |

##### Classifica finale
|  | Pos. | Squadra       | Pt | G | V | N | P | GF | GS | QR |
|  | ---- | ------------- | -- | - | - | - | - | -- | -- | -- |
|  | 1.   | US Romana     | 16 | 8 |   |   |   |    |    |    |
|  | 2.   | Vittoria      | 11 | 8 |   |   |   |    |    |    |
|  | 3.   | Sempre Avanti | 7  | 8 |   |   |   |    |    |    |
|  | 4.   | Ideale        | 4  | 8 |   |   |   |    |    |    |
|  | 5.   | Spes Piperno  | 0  | 8 |   |   |   |    |    |    |

Legenda:
      Ammesso alle finali.
Regolamento:
Due punti a vittoria, uno a pareggio, zero a sconfitta.
In caso di pari merito in qualsiasi posizione della classifica, le squadre sono classificate grazie al miglior quoziente reti (QR).
Note:
2 punti di eventuali penalizzazioni non segnalate.
Vittoria poi ammesso in Seconda Divisione dalla FIGC.

#### Girone B

##### Squadre partecipanti
| Club           | Città              | Stadio | Stagione precedente |
| -------------- | ------------------ | ------ | ------------------- |
| C.S. Bancari   | Roma               |        |                     |
| Juventus F.C.  | Roma               |        |                     |
| F.S. Ostiense  | Roma Ostia         |        |                     |
| U.S. Viterbese | Viterbo            |        |                     |
| S.S. Vivace    | Grottaferrata (RM) |        |                     |

##### Classifica finale
|  | Pos. | Squadra       | Pt | G | V | N | P | GF | GS | QR |
|  | ---- | ------------- | -- | - | - | - | - | -- | -- | -- |
|  | 1.   | Juventus Roma | 15 | 8 |   |   |   |    |    |    |
|  | 2.   | Ostiense      | 11 | 8 |   |   |   |    |    |    |
|  | 3.   | Viterbese     | 6  | 8 |   |   |   |    |    |    |
|  | 4.   | Vivace (-2)   | 3  | 8 |   |   |   |    |    |    |
|  | 5.   | Bancari (-2)  | 1  | 8 |   |   |   |    |    |    |

Legenda:
      Ammesso alle finali.
Regolamento:
Due punti a vittoria, uno a pareggio, zero a sconfitta.
In caso di pari merito in qualsiasi posizione della classifica, le squadre sono classificate grazie al miglior quoziente reti (QR).
Note:
Vivace e Bancari hanno scontato 2 punti di penalizzazione in classifica per due rinunce.

#### Finale
|               | Risultato |               | Luogo e data         |
| ------------- | --------- | ------------- | -------------------- |
| Juventus Roma | 1 - 1     | US Romana     | Roma, 18 luglio 1926 |
| US Romana     | 3 - 1     | Juventus Roma | Roma, 25 luglio 1926 |
|               |           |               |                      |

##### Verdetti finali
- Romana promossa in Seconda Divisione 1926-1927, come poi anche la Juventus Roma a completamento degli organici.

### Campania

#### Girone unico

##### Squadre partecipanti
| Club                      | Città              | Stadio | Stagione precedente |
| ------------------------- | ------------------ | ------ | ------------------- |
| S.S. Capri                | Capri (NA)         |        |                     |
| Liberty F.C.              | Napoli             |        |                     |
| U.S. Maddalonese          | Maddaloni (CE)     |        |                     |
| S.S. Silurificio Italiano | Napoli             |        |                     |
| S.S. Virtus               | Sessa Aurunca (CE) |        |                     |

##### Classifica finale
|  | Pos. | Squadra              | Pt | G | V | N | P | GF | GS | QR |
|  | ---- | -------------------- | -- | - | - | - | - | -- | -- | -- |
|  | 1.   | Maddalonese          | 13 | 8 | 6 | 1 | 1 | 20 | 7  |    |
|  | 2.   | Silurificio Italiano | 12 | 8 | 6 | 0 | 2 | 19 | 6  |    |
|  | 3.   | Virtus               | 11 | 8 | 5 | 1 | 2 | 15 | 9  |    |
|  | 4.   | Capri                | 4  | 8 | 2 | 0 | 6 | 4  | 18 |    |
|  | 5.   | Liberty              | 0  | 8 | 0 | 0 | 8 | 4  | 12 |    |

Legenda:
      Promossa in Seconda Divisione.
Regolamento:
Due punti a vittoria, uno a pareggio, zero a sconfitta.
In caso di pari merito in qualsiasi posizione della classifica, le squadre sono classificate grazie al miglior quoziente reti (QR).

### Puglia

#### Girone A

##### Squadre partecipanti
| Club     | Città | Stadio | Stagione precedente |
| -------- | ----- | ------ | ------------------- |
| Alba     | Bari  |        |                     |
| Aurora   | Bari  |        |                     |
| Splendor | Bari  |        |                     |

##### Classifica finale
|  | Pos. | Squadra  | Pt | G | V | N | P | GF | GS | QR |
|  | ---- | -------- | -- | - | - | - | - | -- | -- | -- |
|  | 1.   | Aurora   | 7  | 4 |   |   |   |    |    | +  |
|  | 2.   | Splendor | 3  | 4 |   |   |   |    |    | +  |
|  | 3.   | Alba     | 2  | 4 |   |   |   |    |    | +  |

Legenda:
      Ammesso alle finali.
Regolamento:
Due punti a vittoria, uno a pareggio, zero a sconfitta.
In caso di pari merito in qualsiasi posizione della classifica, le squadre sono classificate grazie al miglior quoziente reti (QR).

#### Girone B

##### Squadre partecipanti
| Club             | Città   | Stadio | Stagione precedente |
| ---------------- | ------- | ------ | ------------------- |
| Bianco Verde     | Taranto |        |                     |
| Liberty          | Taranto |        |                     |
| Savoia           | Taranto |        |                     |
| Virtus-Fortitudo | Taranto |        |                     |

##### Classifica finale
|  | Pos. | Squadra          | Pt | G | V | N | P | GF | GS | QR |
|  | ---- | ---------------- | -- | - | - | - | - | -- | -- | -- |
|  | 1.   | Virtus-Fortitudo | 9  | 6 |   |   |   |    |    | +  |
|  | 2.   | Bianco Verde     | 8  | 6 |   |   |   |    |    | +  |
|  | 3.   | Liberty          | 7  | 6 |   |   |   |    |    | +  |
|  | 4.   | Savoia           | 6  | 6 |   |   |   |    |    | -  |

Legenda:
      Ammesso alle finali.
Regolamento:
Due punti a vittoria, uno a pareggio, zero a sconfitta.
In caso di pari merito in qualsiasi posizione della classifica, le squadre sono classificate grazie al miglior quoziente reti (QR).

#### Finale
|                  | Risultato |                  | Luogo e data      |
| ---------------- | --------- | ---------------- | ----------------- |
| Aurora           | 1 - 4     | Virtus-Fortitudo | Bari, ? ? 1926    |
| Virtus-Fortitudo | 1 - 0     | Aurora           | Taranto, ? ? 1926 |
|                  |           |                  |                   |

##### Verdetti finali
- Virtus-Fortitudo campione pugliese di Terza Divisione.

### Sardegna

#### Girone A

##### Squadre partecipanti
| Club          | Città    | Stadio | Stagione precedente |
| ------------- | -------- | ------ | ------------------- |
| Cagliari      | Cagliari |        |                     |
| S.G. Amsicora | Cagliari |        |                     |

#### Girone B

##### Squadre partecipanti
| Club          | Città        | Stadio | Stagione precedente |
| ------------- | ------------ | ------ | ------------------- |
| Ilvamaddalena | La Maddalena |        |                     |
| Josto         | Sassari      |        |                     |
| Torres        | Sassari      |        |                     |

#### Finale
|               | Risultato |               | Luogo e data |
| ------------- | --------- | ------------- | ------------ |
| C.S. Cagliari | n.d.      | Torres        | Cagliari     |
| Torres        | n.d.      | C.S. Cagliari | Sassari      |
|               |           |               |              |

##### Verdetti finali
Il comitato regionale, in seguito agli scontri tra tifosi e calciatori verificatisi a Sassari durante la partita tra Torres e S.G. Amsicora, sospende la disputa della finale ed annulla il torneo.

### Sicilia

#### Girone orientale

##### Squadre partecipanti
| Club                | Città                        | Stadio | Stagione precedente |
| ------------------- | ---------------------------- | ------ | ------------------- |
| S.S. Aurora         | ?                            |        |                     |
| S.S. Duillio        | ?                            |        |                     |
| S.S. Internazionale | ?                            |        |                     |
| U.S. Juventus       | ?                            |        |                     |
| S.S. Libertas       | ?                            |        |                     |
| U.S. Sant’Agata     | Sant'Agata di Militello (ME) |        |                     |
| U.S. Trinacria      | Messina                      |        |                     |

##### Classifica finale
|  | Pos. | Squadra | Pt | G  | V | N | P | GF | GS | QR |
|  | ---- | ------- | -- | -- | - | - | - | -- | -- | -- |
|  | 1.   | ??      | ?? | 12 |   |   |   |    |    | +  |
|  | 2.   | ??      | ?? | 12 |   |   |   |    |    | +  |
|  | 3.   | ??      | ?? | 12 |   |   |   |    |    | +  |
|  | 4.   | ??      | ?? | 12 |   |   |   |    |    | -  |
|  | 5.   | ??      | ?? | 12 |   |   |   |    |    | -  |
|  | 6.   | ??      | ?? | 12 |   |   |   |    |    | -  |
|  | 7.   | ??      | ?? | 12 |   |   |   |    |    | -  |

Legenda:
      Ammesso alle finali.
Regolamento:
Due punti a vittoria, uno a pareggio, zero a sconfitta.
In caso di pari merito in qualsiasi posizione della classifica, le squadre sono classificate grazie al miglior quoziente reti (QR).

#### Girone occidentale

##### Squadre partecipanti
| Club          | Città   | Stadio | Stagione precedente |
| ------------- | ------- | ------ | ------------------- |
| Edera         | Palermo |        |                     |
| U.S. Indomita | Palermo |        |                     |
| Olimpia       | Palermo |        |                     |
| Vigor S.C.    | Palermo |        |                     |

##### Classifica finale
|  | Pos. | Squadra  | Pt | G | V | N | P | GF | GS | QR    |
|  | ---- | -------- | -- | - | - | - | - | -- | -- | ----- |
|  | 1.   | Vigor    | 11 | 6 | 5 | 1 | 0 | 20 | 2  | 10,00 |
|  | 2.   | Indomita | 8  | 6 | 4 | 0 | 2 | 16 | 8  | 2,00  |
|  | 3.   | Olimpia  | 5  | 6 | 2 | 1 | 3 | 9  | 18 | 0,50  |
|  | 4.   | Edera    | 0  | 6 | 0 | 0 | 6 | 2  | 18 | 0,11  |

Legenda:
      Ammesso alle finali.
Regolamento:
Due punti a vittoria, uno a pareggio, zero a sconfitta.
In caso di pari merito in qualsiasi posizione della classifica, le squadre sono classificate grazie al miglior quoziente reti (QR).

#### Finale

##### Verdetti finali
- Vigor Palermo campione siciliano di Terza Divisione e promossa in Seconda Divisione 1926-1927.

### Giornali sportivi
- La Gazzetta dello sport, Milano, 1925-1926, quotidiano microfilmato conservato a Milano, Mediateca Santa Teresa (per conto della Biblioteca Nazionale Braidense) e presso la Biblioteca comunale centrale di Milano.
  - Biblioteca Civica di Torino;
  - Biblioteca Nazionale Braidense di Milano,
  - Biblioteca Civica Berio di Genova,
  - Biblioteca Nazionale Centrale di Firenze,
  - Biblioteca Nazionale Centrale di Roma.
- Il paese sportivo, di Torino (dal 1919 al 1929), consultabile presso:
  - Biblioteca Nazionale Centrale di Firenze Archiviato il 4 marzo 2016 in Internet Archive.;
  - Biblioteca Civica di Torino, Via Cittadella 5 (anni incompleti 1924, 1925, 1927 e 1929, microfilmati).
  - Archivio Storico Città di Torino, Via Barbaroux 32 (anni incompleti 1924, 1925, 1927, 1928 e 1929, microfilmati).
- Il Corriere dello Sport, di Bologna (dal 1926 al 1927), consultabile presso:
  - Biblioteca Universitaria di Bologna (dal 1926 al 1927);
  - Biblioteca Nazionale Centrale di Firenze (dal 1926 al 1927, microfilmato).
- L'Alfiere, anni 1925 e 1926, consultabile online su giornalidelpiemonte.it.
- La Gazzetta, d'Intra, anni 1925 e 1926, consultabile online su giornalidelpiemonte.it.
- Il Mare, di Rapallo, stagione 1925-1926, consultabile online su internetculturale.it.

### Libri
- Carlo Fontanelli e Alessandro Lanzarini, Cento anni di calcio - Italia 1925-26 - Juventus, atto II, Fornacette (PI), Mariposa Editrice S.r.l., aprile 1998.